# High Energy
A High Energy a La Bionda nevű olasz diszkóegyüttes ötödik nagylemeze, amely 1979-ben jelent meg. A felvételeket az NSZK-ban készítették. Producerek: Carmelo és Michelangelo La Bionda. Kiadó: a nyugatnémet Ariola lemezcég.

## A dalok

### A oldal
1. High Energy (A. & C. La Bionda / R. W. Palmer James / M. Bjorklund) 7.23
2. I Got Your Number (A. & C. La Bionda / R. W. Palmer James) 6.39
3. Tune It Up (A. & C. La Bionda / Ch. Ricanek / R. W. Palmer James) 3.33

### B oldal
1. Disco Roller (A. & C. La Bionda / R. W. Palmer James) 6.52
2. Listen To My Heart (A. & C. La Bionda / R. W. Palmer James / M. Bjorklund) 5.07
3. Save Your Energy (A. & C. La Bionda / R. W. Palmer James / M. Bjorklund) 6.10

## Legnépszerűbb slágerek
- High Energy
- I Got Your Number
- Disco Roller